# Sumbulovac
Sumbulovac (en serbe cyrillique : Сумбуловац) est un village de Bosnie-Herzégovine. Il est situé sur le territoire de la ville d'Istočno Sarajevo, dans la municipalité de Pale et dans la république serbe de Bosnie. Selon les premiers résultats du recensement bosnien de 2013, il compte 55 habitants.

## Géographie
Le village est situé à l'ouest du mont Romanija, à la confluence du Bijeli potok et de la Mokranjska Miljacka.

## Démographie

### Évolution historique de la population dans la localité
| 1948 | 1953 | 1961 | 1971 | 1981 | 1991 | 2013 |
| ---- | ---- | ---- | ---- | ---- | ---- | ---- |
| -    | -    | 105  | 96   | 30   | 48   | 55   |

|  |